# Orthasterias koehleri
Orthasterias koehleri är en sjöstjärneart som först beskrevs av deLoriol 1897.  Orthasterias koehleri ingår i släktet Orthasterias och familjen trollsjöstjärnor. Inga underarter finns listade i Catalogue of Life.